# Tina Robnik
Tina Robnik (ur. 30 lipca 1991 w Jesenicach) – słoweńska narciarka alpejska, olimpijka.

## Kariera
Zawodniczka klubu SK Luce. W międzynarodowych zawodach zadebiutowała 14 grudnia 2006 roku w zawodach FIS Race w austriackim Haus im Ennstal, w których nie ukończyła slalomu, 20 listopada 2007 roku po raz pierwszy stanęła na podium w zawodach tej rangi, zajmując 3. miejsce w supergigancie w norweskim Hemsedal, natomiast 29 listopada 2010 roku w norweskim Trysil wygrał swoje pierwsze zawody tej rangi, również w slalomie gigancie.
W Pucharze Świata zadebiutowała 12 grudnia 2010 roku w Sankt Moritz, w którym nie ukończyła slalomu giganta. Pierwsze punkty w Pucharze Świata zdobyła 12 grudnia 2015 roku w szwedzkim Åre, zajmując 15. miejsce w slalomie gigancie, natomiast najlepszy wynik uzyskała 15 lutego 2020 roku w słoweńskiej Kranjskiej Gorze, w którym zajął 6. miejsce w slalomie równoległym.
Na zimowych igrzyskach olimpijskich 2018 w Pjongczangu zajęła 34. miejsce w supergigancie oraz 9. miejsce drużynowo z Aną Bucik, Marušą Ferk, Štefanem Hadalinem oraz Žanem Kranjcem oraz nie ukończyła slalomu giganta, natomiast na zimowych igrzyskach olimpijskich 2022 w Pekinie zajęła 18. miejsce w slalomie gigancie oraz 7. miejsce z Aną Bucik, Andreją Slokar, Mihą Hrobatem oraz Žanem Kranjcem.

## Osiągnięcia

### Igrzyska olimpijskie
| Miejsce | Dzień     | Rok  | Miejscowość | Konkurencja   | Czas biegu | Strata | Zwyciężczyni     |
| ------- | --------- | ---- | ----------- | ------------- | ---------- | ------ | ---------------- |
| NU      | 15 lutego | 2018 | Pjongczang  | Slalom gigant | —          | —      | Mikaela Shiffrin |
| 34.     | 17 lutego | 2018 | Pjongczang  | Supergigant   | 1:24,49    | +3,38  | Ester Ledecká    |
| 9.      | 24 lutego | 2018 | Pjongczang  | Drużynowo     | —          | —      | Szwajcaria       |
| 18.     | 7 lutego  | 2022 | Pekin       | Slalom gigant | 1:58,60    | +2,91  | Sara Hector      |
| 7.      | 20 lutego | 2022 | Pekin       | Drużynowo     | —          | —      | Austria          |

### Mistrzostwa świata
| Miejsce | Dzień     | Rok  | Miejscowość       | Konkurencja              | Czas biegu | Strata | Zwyciężczyni     |
| ------- | --------- | ---- | ----------------- | ------------------------ | ---------- | ------ | ---------------- |
| NU      | 14 lutego | 2013 | Schladming        | Slalom gigant            | —          | —      | Tessa Worley     |
| NU      | 16 lutego | 2017 | Sankt Moritz      | Slalom gigant            | —          | —      | Tessa Worley     |
| 5.      | 16 lutego | 2021 | Cortina d'Ampezzo | Slalom gigant równoległy | —          | —      | Marta Bassino    |
| 15.     | 18 lutego | 2021 | Cortina d'Ampezzo | Slalom gigant            | 2:34,01    | +3,35  | Lara Gut-Behrami |

### Mistrzostwa świata juniorów
| Miejsce | Dzień   | Rok  | Miejscowość            | Konkurencja   | Czas biegu | Strata | Zwyciężczyni        |
| ------- | ------- | ---- | ---------------------- | ------------- | ---------- | ------ | ------------------- |
| NU      | 3 marca | 2009 | Garmisch-Partenkirchen | Slalom gigant | —          | —      | Viktoria Rebensburg |
| NU      | 4 marca | 2009 | Garmisch-Partenkirchen | Supergigant   | —          | —      | Viktoria Rebensburg |

### Puchar Świata

#### Miejsca w klasyfikacji generalnej
| Sezon     | Miejsce           |
| --------- | ----------------- |
| 2010/2011 | niesklasyfikowana |
| 2012/2013 | niesklasyfikowana |
| 2013/2014 | niesklasyfikowana |
| 2014/2015 | niesklasyfikowana |
| 2015/2016 | 96.               |
| 2016/2017 | 79.               |
| 2017/2018 | 55.               |
| 2018/2019 | niesklasyfikowana |
| 2019/2020 | 45.               |
| 2020/2021 | 65.               |
| 2021/2022 | 65.               |
| 2022/2023 | 121.              |

#### Miejsca w czołowej "10" w zawodach
1. Sölden – 28 października 2017 (slalom gigant) – 9. miejsce
2. Kranjska Gora – 6 stycznia 2018 (slalom gigant) – 7. miejsce
3. Sestriere – 19 stycznia 2020 (slalom gigant równoległy) – 8. miejsce
4. Kranjska Gora – 15 lutego 2020 (slalom gigant) – 6. miejsce
5. Lech – 13 listopada 2021 (slalom równoległy) – 8. miejsce
6. Kranjska Gora – 8 stycznia 2022 (slalom gigant) – 8. miejsce

### Puchar Europy

#### Miejsca w klasyfikacji generalnej
| Sezon     | Miejsce           |
| --------- | ----------------- |
| 2008/2009 | niesklasyfikowana |
| 2009/2010 | niesklasyfikowana |
| 2010/2011 | 15.               |
| 2012/2013 | 101.              |
| 2013/2014 | 46.               |
| 2014/2015 | 50.               |
| 2015/2016 | 115.              |
| 2016/2017 | 24.               |
| 2019/2020 | 65.               |
| 2021/2022 | 107.              |

#### Zwycięstwa w zawodach
1. Pila – 27 stycznia 2011 (zjazd)
2. Chatel-Chéhéry – 3 lutego 2017 (slalom gigant)
3. Göstling/Hochkar – 12 lutego 2017 (slalom gigant)

#### Pozostałe miejsca na podium w zawodach
1. Kvitfjell – 4 grudnia 2011 (superkombinacja) – 2. miejsce
2. Pila – 25 stycznia 2011 (supergigant) – 2. miejsce
3. Folgaria – 23 lutego 2020 (slalom gigant) – 3. miejsce

### Puchar Dalekowschodni

#### Miejsca w klasyfikacji generalnej
| Sezon     | Miejsce     |
| --------- | ----------- |
| 2015/2016 | 18. miejsce |

#### Zwycięstwa w zawodach
1. Bajkalsk – 18 marca 2016 (slalom gigant)

#### Pozostałe miejsca na podium w zawodach
1. Bajkalsk – 16 marca 2016 (supergigant) – 3. miejsce
2. Bajkalsk – 18 marca 2016 (slalom gigant) – 2. miejsce

### Nor-Am Cup

#### Miejsca w klasyfikacji generalnej
| Sezon     | Miejsce |
| --------- | ------- |
| 2015/2016 | 50.     |

#### Miejsca w czołowej "10" w zawodach
1. Copper Mountain – 2 grudnia 2015 (slalom gigant) – 4. miejsce
2. Copper Mountain – 3 grudnia 2015 (slalom gigant) – 8. miejsce

### Zwycięstwa w zawodach
1. Trysil – 29 listopada 2010 (slalom gigant)
2. Trysil – 30 listopada 2010 (slalom gigant)
3. Gällivare – 22 listopada 2014 (slalom gigant)
4. Gällivare – 23 listopada 2014 (slalom gigant)
5. Krvavec – 10 kwietnia 2015 (slalom gigant)
6. Krvavec – 11 kwietnia 2015 (slalom gigant)
7. Maribor – 10 stycznia 2017 (slalom gigant)
8. Maribor – 5 lutego 2019 (slalom gigant)
9. Folgaria – 9 grudnia 2019 (slalom gigant)

#### Pozostałe miejsca na podium w zawodach
1. Hemsedal – 20 listopada 2007 (supergigant) – 3. miejsce
2. Bjorli – 27 listopada 2007 (slalom gigant) – 2. miejsce
3. Ribniško Pohorje – 4 grudnia 2007 (slalom) – 2. miejsce
4. Kope – 12 stycznia 2009 (supergigant) – 3. miejsce
5. Kope – 12 stycznia 2009 (supergigant) – 3. miejsce
6. Kope – 13 stycznia 2010 (supergigant) – 2. miejsce
7. Davos – 7 kwietnia 2010 (slalom gigant) – 3. miejsce
8. Hemsedal – 23 listopada 2010 (supergigant) – 3. miejsce
9. Ravne na Koroškem – 2 lutego 2013 (slalom) – 2. miejsce
10. Zagrzeb – 12 marca 2013 (slalom gigant) – 3. miejsce
11. Rogla – 23 marca 2013 (slalom) – 2. miejsce
12. Hinterreit – 14 stycznia 2014 (slalom gigant) – 2. miejsce
13. Golte – 2 lutego 2015 (slalom) – 2. miejsce
14. Kranjska Gora – 6 marca 2018 (slalom gigant) – 2. miejsce
15. Folgaria – 10 grudnia 2019 (slalom gigant) – 3. miejsce